# Ononis crispa
Ononis crispa är en ärtväxtart som beskrevs av Carl von Linné. Ononis crispa ingår i släktet puktörnen, och familjen ärtväxter. Inga underarter finns listade i Catalogue of Life.